# Strahinj
Strahinj (IPA: [stɾaˈxiːn]) è un insediamento (naselje) di 694 abitanti, della municipalità di Naklo nella regione statistica dell'Alta Carniola in Slovenia.